# Лихоносов Володимир Васильович
Володи́мир Васи́льович Лихоно́сов (14 серпня 1935, Греково — 29 січня 2007, Луганськ) — український художник; член Спілки радянських художників України з 1967 року. Лауреат Луганської обласної премії імені Молодої гвардії за 1968 рік.

## Біографічні відомості
Народився 14 серпня 1935 року в селі Грековому (нині Міллеровський район Ростовської області, Україна). 1960 року закінчив Луганське художнє училище, де навчався у Олександра Фільберта, М. Шевченка, Георгія Хаджинова; 1968 року — Український поліграфічний інститут імені Івана Федорова у Львові (педагоги Володимир Овчинников, Валентин Бунов, Юрій Гапон, Ростислав Сильвестров, Віктор Савин.
Протягом 1960—2007 років працював у Луганській дитячій художній школі: у 1978—1997 роках — її директор. Жив у Луганську в будинку на вулиці Оборонній, № 87, квартира № 28 та в будинку на вулиці 30 років Перемоги, № 3, квартира № 52. Помер у Луганську 29 січня 2007 року.

## Творчість
Працював у галузі станкової і книжкової графіки, станкового живопису у реалістичному стилі з елементами імпресіонізму. Серед робіт:
серії ліногравюр
- «Луганщина» (1966);
- «Солов'їні далі» (1968—1973);

ліногравюри
- «Сонячний день» (1968);
- «Ранок» (1968);
- «Там, де шуміли верби» (1968);
- «Село Весела гора» (1975);

живопис
- «Натюрморт із квітами» (1972);
- «Березень» (1980);
- «День пам'яті» (1983);
- «Сусідам похоронка» (1985);
- «Школа радості» (1985);
- «Брянка» (1987);
- «Полкова розвідка» (1988);
- «Коні на Дінці» (1988);
- «Проліски» (1998);
- «Батьківський дім» (1999);
- «Човни на березі» (2001);
- «Раївка. Сіверський Дінець» (2001).

Автор ілюстацій до книг
- «Порадь мені, поле» (1968) та «Червоні світанки» (1970) Микити Чернявського;
- «Створюйте світанок» Є. Коптєва (1973);
- «Дозор» Бориса Ластовенка (1973);
- «Поза раєм» Івана Низового (2001).

Брав участь в обласних мистецьких виставках з 1960 року, всеукраїнських — з 1966 року, всесоюзних — з 1967 року.
Деякі роботи художника зберігаються у Луганському художньому музеї.